# قبرستان دالین
قبرستان دالین مربوط به اوایل دوره قاجار است و در شهرستان سپیدان، بخش همایجان، دهستان همایجان، انتهای روستای دالین واقع شده و این اثر در تاریخ ۸ بهمن ۱۳۸۵ با شمارهٔ ثبت ۱۷۰۷۹ به‌عنوان یکی از آثار ملی ایران به ثبت رسیده است.